# Ga Mandeok
Ga Mandeok (Tiếng Hàn: 만덕역, Hanja: 萬德驛) là ga tàu điện ngầm trên Tàu điện ngầm Busan tuyến 3 ở Mandeok-dong, Buk-gu, Busan.

## Thông tin
Do nằm ở giữa dốc của đèo Mandeok nên xung quanh là cao nguyên và nhà ga nằm ở độ sâu khoảng 64,25m (khoảng 27 tầng của một căn hộ) tính từ bề mặt (9 tầng dưới mặt đất), và nó là một trong những ga đường sắt đô thị lớn nhất ở Hàn Quốc cho đến khi khai trương Ga sân bay Quốc tế Gimpo. Hiện nay, thông tin phát thanh đường sắt đô thị cũng đề cập đến thông tin sử dụng thang máy cùng với thực tế này.
Có một Đường hầm Mandeok giữa Ga Minam và khoảng cách giữa các ga khá dài, và đường hầm này cũng giao với Đường hầm Geumjeong.

## Bố trí ga
| Minam ↑       |
| E/B W/B \|    |
| ↓ Namsanjeong |

| Hướng Tây  | ●Tuyến 3 | ← Hướng đi Minam · Suyeong      |
| Hướng Đông | ●Tuyến 3 | → Hướng đi Deokcheon · Daejeo → |